# Nuoto ai Giochi della VII Olimpiade - 100 metri dorso maschili
La gara dei 100 metri dorso maschili dei Giochi di Anversa 1920 venne disputata in due soli turni il 22 e il 23 agosto; vi parteciparono 12 atleti rappresentanti 6 nazioni.
Lo statunitense Warren Kealoha conquistò il titolo olimpico, stabilendo in semifinale un nuovo primato mondiale e precedendo sul podio Ray Kergeris e il belga Gérard Blitz.

## Semifinali
- Batteria 1

| Pos. | Atleta           | Nazione       | Tempo  | Note |
| ---- | ---------------- | ------------- | ------ | ---- |
| 1    | Ray Kegeris      | Stati Uniti   | 1'17"8 | Q,   |
| 2    | Stubby Kruger    | Stati Uniti   | 1'19"0 | Q    |
| 3    | Gaspard Lemaire  | Belgio        | 1'28"0 |      |
| 4    | Asbjørn Wang     | Norvegia      | 1'28"2 |      |
| 5    | Henri Matter     | Francia       | ?      |      |
| 6    | George Robertson | Gran Bretagna | ?      |      |

- Batteria 2

| Pos. | Atleta            | Nazione       | Tempo  | Note |
| ---- | ----------------- | ------------- | ------ | ---- |
| 1    | Warren Kealoha    | Stati Uniti   | 1'14"8 | Q,   |
| 2    | Gérard Blitz      | Belgio        | 1'18"6 | Q    |
| 3    | Perry McGillivray | Stati Uniti   | 1'20"4 | Q    |
| 4    | George Webster    | Gran Bretagna | 1'26"0 |      |
| 5    | Daniel Lehu       | Francia       | ?      |      |
| 6    | Per Holmström     | Svezia        | ?      |      |

## Finale
| Pos.    | Atleta            | Nazione     | Tempo  | Note |
| ------- | ----------------- | ----------- | ------ | ---- |
| Oro     | Warren Kealoha    | Stati Uniti | 1'15"2 |      |
| Argento | Ray Kegeris       | Stati Uniti | 1'16"8 |      |
| Bronzo  | Gérard Blitz      | Belgio      | 1'19"0 |      |
| 4       | Perry McGillivray | Stati Uniti | 1'19"4 |      |
| 5       | Stubby Kruger     | Stati Uniti | ?      |      |